# Local Bastards
Die Local Bastards sind eine deutschsprachige Punk-/Hard-Rock-Band aus dem Raum Frankfurt am Main.

## Geschichte
Die Local Bastards wurden im Jahr 2012 im hessischen Gedern gegründet. Die Band beschäftigte sich in den ersten zwei Jahren mit der Entstehung ihres Debütalbums Ohne jeden Zweifel, welches im Jahr 2014 in Eigenregie produziert und veröffentlicht wurde. Es folgten im selbigen Jahr die ersten deutschlandweiten Live-Konzerte und kleinere Festivals. 2015 und 2016 tourte die Band weiterhin durch Deutschland und die Schweiz. Des Weiteren begleiteten die Local Bastards die Band Goitzsche Front als Vorgruppe auf deren Deutschlandtour. Im Oktober 2016 veröffentlichte die Band ihr zweites Studioalbum Stumme Schreie über das Independent-Label Metalspiesser Records. 2016 spielte die Band weitere Konzerte auf renommierten Festivals wie der G.O.N.D., dem Ehrlich & Laut Festival oder dem Monster Festival. Im Juli 2018 erschien das dritte Studioalbum Tod oder Freiheit. Im März 2019 unterschrieben die Local Bastards einen Plattenvertrag bei Rookies & Kings und veröffentlichten im Juni 2019 ihr viertes Studioalbum Krone der Schöpfung, welches auf Platz 46 der deutschen Albumcharts einstieg. Mit dem zwei Jahre später erschienenen Album Feindbild konnten sich die Local Bastards erneut in den deutschen Albumcharts platzieren - das fünfte Studioalbum der Band erreichte Platz 32.

## Diskografie

### Studioalben
- 2014: Ohne jeden Zweifel (Bastard Productions)
- 2016: Stumme Schreie (Metalspiesser Records)
- 2018: Tod oder Freiheit (Metalspiesser Records)
- 2019: Krone der Schöpfung (Rookies&Kings)
- 2021: Feindbild (Rookies&Kings)
- 2022: Dekade - 10 Jahre Local Bastards (Rookies&Kings)

### EPs
- 2013: Ohne jeden Zweifel (Promo-EP, Bastard Productions)

### Singles
- 2016: Auf Euch (Metalspiesser Records)
- 2018: Die Fäuste hoch (Metalspiesser Records)
- 2018: Die Welt steht still (Metalspiesser Records)
- 2018: Tod oder Freiheit (Metalspiesser Records)
- 2019: Rattenfänger (Rookies&Kings)
- 2019: Priester (Rookies&Kings)
- 2019: Spiegelbild (Rookies&Kings)
- 2019: Alles oder nichts (Rookies&Kings)
- 2021: Freindbild (Rookies&Kings)
- 2021: Keine Grenzen (Rookies&Kings)
- 2021: Steh auf (Rookies&Kings)
- 2021: Wir sind Rock'n'Roll (Rookies&Kings)
- 2022: 10 Jahre Underdog (Rookies&Kings)
- 2022: Frei zu sein (Rookies&Kings)
- 2022: Karten des Lebens (Rookies&Kings)

### Samplers
- 2017: Ehrlich & Laut - New German Rock Vol. 4 (Goldencore Records)
- 2019: Rookies & Kings Vol. 2 (Rookies&Kings)
- 2022: AGF-RADIO - 15 Jahre Jubiläums-Sampler (Premium Records)

### Musikvideos
- 2014: Heile Welt
- 2016: Auf Euch
- 2016: Schluss mit Lustig
- 2017: Keine Regeln - Kein Problem
- 2018: Die Fäuste hoch
- 2018: Die Welt steht still
- 2018: Tod oder Freiheit
- 2018: Vollgas ohne Ende
- 2019: Rattenfänger
- 2019: Priester
- 2019: Spiegelbild
- 2019: Alles oder nichts
- 2021: Feindbild
- 2021: Keine Grenzen
- 2021: Steh auf
- 2021: Wir sind Rock'n'Roll
- 2022: 10 Jahre Underdog
- 2022: Frei zu sein
- 2022: Karten des Lebens